# 贝亚特·黑夫蒂
贝亚特·黑夫蒂（德語：Beat Hefti，1978年2月3日—），瑞士男子雪车运动员。他曾代表瑞士参加2002年、2006年、2010年和2014年冬季奥林匹克运动会雪车比赛，获得一枚金牌和三枚铜牌。